# Lartiste
Lartiste, pseudonimo di Youssef Aqdim (Imintanoute, 4 luglio 1985), è un rapper e cantante marocchino naturalizzato francese.

## Discografia

### Album in studio
- 2013 – Lalbum
- 2015 – Fenomeno
- 2016 – Maestro
- 2016 – Clandestino
- 2017 – Projet 000
- 2018 – Grandestino
- 2019 – Quartier latin vol 1.
- 2020 – Comme avant
- 2023 – Sahara

### Mixtape
- 2010 – Rap 1.9

### EP
- 2006 – Évasion
- 2017 – Projet 000
- 2025 – Soleidad saison 1

### Singoli
- 2012 – Mévader
- 2012 – Toi et moi ce soir
- 2014 – Olé olé (remix) (feat. Zifou e Ridsa)
- 2015 – Ciao amigo
- 2016 – Maestro
- 2017 – On nous a donné que kedal
- 2018 – Ella (con I.K)
- 2019 – Peligrosa (con Karol G)
- 2019 – Bae aime la mala
- 2019 – Bonda bébé
- 2019 – Terminus
- 2020 – Bomboclaat
- 2021 – Je le veux (con Awa Imani)
- 2021 – Riviera
- 2022 – Une deux
- 2022 – Persona
- 2022 – Foto (con Nej)
- 2022 – 00:00
- 2023 – Geto (feat. 1da Banton)
- 2023 – Zarzour
- 2023 – Barcelona
- 2023 – Cleopatra
- 2024 – Guardia (feat. Maes)
- 2025 – Bouhali